# Lygteåen
Lygteåen var en københavnsk å, der løb fra Lersøen til Bispeengen, hvor den løb ud i Ladegårdsåen. Åen er som Grøndalsåen/Ladegårdsåen udgravet, for at Søerne kan få vand fra bl.a. Emdrup Sø og Damhus Sø.
Efter Københavns belejring i 1523 ønskede bystyret at forbedre vandforsyningen, og de uddybede derfor åerne.
Lygteåen har nok navn efter Lygtekroen, der i 18. århundrede lå omtrent hvor Lygten Station ligger i dag.[kilde mangler] Eller måske af løgh i betydningen "sump".[kilde mangler]
Lygteåen blev lagt i rør i begyndelsen af 20. århundrede og har givet navn til vejen Lygten.